# Olof Wiklund (kyrkoherde)
Olof Wiklund, född 23 oktober 1809 i Lockne socken, död 4 september 1883 i Stockholm, var en svensk präst.
Wiklund blev 1834 student vid Uppsala universitet och filosofie kandidat där hösten 1840. Vårterminen 1841 var han vice kollega vid Frösö trivialskola ordinarie kollega vid Umeå elementarläroverk 8 november 1841 samt prästvigdes fem dagar senare. Under julferierna 1841–1842 tjänstgjorde han som pastorsadjunkt i Dorotea församling. I juni 1842 promoverades Wiklund till filosofie magister vid Uppsala universitet efter att hösten 1841 ha framlagt en dissertation på svenska, Aischylos sorgespel, under Vilhelm Fredrik Palmblads presidium. Wiklund avlade pastoralexamen 1845 och var predikant i Umeå stadsförsamling och vid länshäktet där sommaren 1847. Fortfarande verksam som läroverkslärare i Umeå utnämndes Wiklund i oktober 1854 till kyrkoherde i Nederkalix församling, där han tillträdde 1 november samma år. I juni 1859 blev han vice och i september 1866 ordinarie kontraktsprost i Västerbottens tredje kontrakt. Han tilldelades Nordstjärneorden 1872. 
Under Wiklund tid mötte han den læstadianska väckelsen, vilket ibland skedde på ett mycket pregnant sätt, exempelvis vid en nattvardsgång påsken 1859 då en kvinna fick så kallad rörelse för vilket hon dömdes av häradsrätten efter en anmälan från socknens länsman men frikändes av Svea hovrätt. Wiklunds egen fromhetstyp är ej bekant. Mot slutet av sitt liv tog han initiativ till en minnesvård vid den så kallade Ryssgraven i Kalix, där man gravsatt döda av olika nationalitet under 1808–1809 års krig. Wiklund avled före invigningen men hans invigningstal lästes upp av en son; en tryckt minnesskrift utkom också.
Wiklund var son till torparen Mårten Wiklund. Han gifte sig 1850 med Inga Häggmark, som var dotter till kyrkoherden Anders Häggmark i Gideå och som efter mannens död avflyttade från orten och avled 1898 i Stockholm. Bland makarnas barn märks komminister Gottfrid Wiklund i Överluleå, läroverksadjunkten Herman Emanuel Wiklund i Luleå, Gerda Wiklund som var gift med borgmästaren Arvid Bergdahl i Piteå och Berndt Wiklund som var revisor i Statskontoret.